# Nannoniscus intermedius
Nannoniscus intermedius is een pissebed uit de familie Nannoniscidae. De wetenschappelijke naam van de soort is voor het eerst geldig gepubliceerd in 1981 door Siebenaller & Hessler.